# Vasiliki Maliaros
Vasiliki Maliaros (en griego: Βασιλική Μαλλιαρού) (Atenas, 16 de octubre de 1883 - Nueva York, 9 de febrero de 1973) fue una actriz griega conocida por interpretar al personaje de "Mary Karras" en El exorcista de 1973.

## Biografía
Vasiliki Maliaros nació el 16 de octubre de 1883 en Atenas, Grecia. Pasó su infancia y juventud en Europa hasta que más adelante se marchó a Estados Unidos, en Nueva York. 
En 1972, Vasiliki fue descubierta por el director William Friedkin en un restaurante griego de Nueva York. Friedkin le ofreció el papel de Mary Karras en su próxima película, El exorcista. El personaje más tarde muere en la película cuando es llevada a un asilo. Además, ella muere el mismo año en que la película se estaba por terminar de rodar en 1973, siendo su única actuación en el cine. También, varias personas, hasta familiares de los actores fallecieron, incluyendo Jack MacGowran, un experto en efectos especiales, el abuelo de la actriz Linda Blair y un cuidador nocturno de los estudios Warner.